# أي أي سي لإدارة مصانع الصلب
أي أي سي لإدارة مصانع الصلب هي إحدى شركات مجموعة حديد المصريين حصلت الشركة علي أول ترخيص مصنع لانتاج حديد التسليح بصعيد مصر وتحديداً في مدينة بني سويف بطاقة إنتاجية 830,000 طن/سنوياً من البيليت و 530,000 أ طن/سنوياً من حديد التسليح باستخدام أحدث تكنولوجيا دانيللي. من المقرر أن يتم البدء في تشغيل مصنع بني سويف في الربع الثالث من عام 2015. بالإضافة إلى أمكانية إنتاج حديد التسليح بمصنع الإسكندرية وسوف يكون جاهز للتشغيل في يونيو 2015. تم إنشائها عام 2009 ونجحت الشركة في الإستحواذ على أول مصنع تابع لها في مدينة الإسكندرية في عام 2011 بطاقة إنتاجية 300,000 طن / سنوياً من لفائف الحديد، وخلال عامين قامت الشركة بإعادة تأهيل هذا المصنع وتطويره باحدث تكنولوجيا دانيللي وبدأ تشغيله في عام 2014.
مصنع الإسكندرية
قامت شركة أي أي سي لادارة مصانع الصلب بالتعاقد مع كبري الشركات مثل دانيللي وسيدار للأعمال الهندسية لإعادة تأهيل الطاقة الإنتاجية للمصنع ولإضافة مقاييس أضافية جديدة تتراوح من 5.5 إلي 12 مم لفائف الحديد.
| الموقع                           | الكيلو 20 طريق الإسكندرية القاهرة |
| العمالة المباشرة والغير المباشرة | 2400 مهندسين، فنيين وعاملين       |
| الطاقة الأنتاجية                 | 300,000 طن/سنوياً                  |

مصنع بني سويف
وقع الاختيار علي مدينة بني سويف كموقع مثالي لهذا المشروع لما تتمتع بها المنطقة من الاستعداد الاقتصادي حيث يعتبر صعيد مصر هو بوابة التنمية. سوف يدعم هذا المصنع خطط التنمية في المنطقة بالإضافة إلي قربه من موانئ
التصدير الموجودة بالعين السخنة والسويس
| الموقع                           | منطقة الصناعات الثقيلة - بني سويف                             |
| العمالة المباشرة والغير المباشرة | 2700 مهندسين وفنيين                                           |
| الطاقة الأنتاجية                 | 530 ألف طن/سنوياً من حديد التسليح و830 ألف طن/سنوياً من البيليت |

## وصلات خارجية
- حديد المصريين على يوتيوب